# Townsend (Tennessee)
Townsend – miasto w Stanach Zjednoczonych, w stanie Tennessee, w hrabstwie Blount.